# Хасіма (Ґіфу)

35°19′12″ пн. ш. 136°42′12″ сх. д. / 35.32000° пн. ш. 136.70333° сх. д.
Хасі́ма (яп. 羽島市, はしまし, МФА: [haɕima ɕi̥]) — місто в Японії, в префектурі Ґіфу.

## Короткі відомості
Розташоване в південно-західній частині префектури, на берегах річок Кісо та Наґара. Виникло на основі середньовічного ремісничого поселення. В ранньому новому часі було купецьким містечком. Засноване 1 квітня 1954 року шляхом об'єднання сіл повіту Хасіма — Масакі, Адзіка, Оґума, Камі-Накадзіма, Сімо-Накадзіма, Екіра, Хоріцу, Фукудзю і Кувахара. Основою економіки є текстильна промисловість, виготовлення вовни, комерція. Станом на 1 квітня 2009 площа міста становила 53,64 км². 

## Демографія
За даними японського перепису населення, зростання населення Хасіми зупинилося після 2010 року. Станом на 1 липня 2011 населення міста становило 67 046 осіб.